# Greigia sanctae-martae
Greigia sanctae-martae är en gräsväxtart som beskrevs av Lyman Bradford Smith. Greigia sanctae-martae ingår i släktet Greigia och familjen Bromeliaceae. Inga underarter finns listade i Catalogue of Life.